# Michael Belov
Michael Belov (ruso: Михаэль Белов, Moscú, Rusia; 21 de noviembre de 2001) es un piloto de automovilismo ruso. Es protegido de SMP Racing y actualmente corre en el Campeonato de Fórmula Regional Europea.

## Carrera

### Fórmula 4
Belov comenzó su carrera profesional en monoplazas en la SMP Fórmula 4 en 2017 con el equipo SMP Racing. Belov reclamó su primer podio en la última carrera de la temporada con un tercer lugar, terminando octavo en la general en el campeonato. Continuó en el campeonato de la temporada 2018, logrando su primera victoria en la segunda ronda del Circuito NRING, ganando las carreras 1 y 3 Terminó la temporada con cinco triunfos, finalizando segundo en el campeonato detrás del finlandés Konsta Lappalainen.
En 2019, Belov se unió al Campeonato de Italia de Fórmula 4 con el equipo italiano Bhai Tech Racing. Terminó en el podio en las dos primeras carreras. Más tarde se anunció que Belov también competiría en el ADAC Fórmula 4 2019 a partir de la segunda ronda. Belov ganó una carrera en ADAC F4 en Sachsenring, terminando octavo en el campeonato. Belov no pudo ganar durante su campaña italiana de F4, sin embargo, terminó segundo en cinco ocasiones, terminando la temporada cuarto en el campeonato.

### Fórmula Renault
A finales de 2019, Belov participó en la prueba de novatos de la Eurocopa de Fórmula Renault de postemporada. Debido a la pandemia de COVID-19, la Temporada 2020 de Eurocopa de Fórmula Renault se interrumpió y pospuso. Como consecuencia, Reece Ushijima, a quien previamente se había anunciado que conduciría para el equipo belga M2 Competition, se retiró debido a restricciones de viaje. El 2 de julio de 2020, M2 Competition anunció que Michael Belov conduciría para ellos durante toda la temporada 2020.

### Fórmula 3
Después de la ronda de Barcelona del Campeonato de Fórmula 3 de la FIA 2020, se anunció que David Schumacher y Charouz Racing System se habían separado. El 27 de agosto de 2020, se anunció que Belov reemplazaría a Schumacher durante el resto de la temporada de Fórmula 3.

## Resumen de carrera
| Temporada | Categoría                               | Equipo                | Carreras     | Victorias    | Poles        | VR           | Podios       | Puntos       | Pos.         |
| --------- | --------------------------------------- | --------------------- | ------------ | ------------ | ------------ | ------------ | ------------ | ------------ | ------------ |
| 2017      | SMP Fórmula 4                           | SMP Racing            | 20           | 0            | 0            | 0            | 1            | 104          | 8.º          |
| 2018      | SMP Fórmula 4                           | SMP Racing            | 21           | 5            | 4            | 7            | 11           | 275          | 2.º          |
| 2019      | Campeonato de Italia de Fórmula 4       | Bhai Tech Racing      | 21           | 0            | 0            | 1            | 7            | 179          | 4.º          |
| 2019      | ADAC Fórmula 4                          | R-ace GP              | 17           | 1            | 0            | 1            | 2            | 122          | 8.º          |
| 2019-20   | Campeonato Asiático de F3               | BlackArts Racing Team | 3            | 0            | 0            | 1            | 0            | 39           | 11.º         |
| 2020      | Eurocopa de Fórmula Renault             | M2 Competition        | 10           | 0            | 0            | 0            | 0            | 40           | 13.º         |
| 2020      | Campeonato de Fórmula 3 de la FIA       | Charouz Racing System | 6            | 0            | 0            | 0            | 0            | 1            | 23.º         |
| 2021      | Campeonato de Fórmula Regional Europea  | JD Motorsport         | 2            | 0            | 0            | 1            | 2            | 116          | 8.º          |
| 2021      | Campeonato de Fórmula Regional Europea  | G4 Racing             | 11           | 2            | 2            | 3            | 3            | 116          | 8.º          |
| 2022      | Campeonato de Fórmula Regional Asiática | Evans GP              | 9            | 0            | 0            | 0            | 1            | 55           | 12.º         |
| 2022      | Campeonato de Fórmula Regional Europea  | MP Motorsport         | 10           | 0            | 0            | 0            | 2            | 93           | 7.º          |
| 2023      | Campeonato de Fórmula Regional Europea  | G4 Racing             | 16           | 0            | 0            | 1            | 0            | 23           | 20.º         |
| 2024      | Campeonato de Fórmula Regional Europea  | Trident               | 6            | 0            | 0            | 0            | 1            | 26           | 19.º         |
| 2024      | Eurocup-3                               | Drivex                | 2            | 0            | 0            | 0            | 0            | 0            | NC†          |
| 2025      | Campeonato de Fórmula Regional Europea  | CL Motorsport         | Disputándose | Disputándose | Disputándose | Disputándose | Disputándose | Disputándose | Disputándose |
| 2025      | Eurocup-3                               | Allay Racing          | Disputándose | Disputándose | Disputándose | Disputándose | Disputándose | Disputándose | Disputándose |
| Fuente:   |                                         |                       |              |              |              |              |              |              |              |

- † Belov era piloto invitado, por lo que no sumó puntos.

## Resultados

### Campeonato de Fórmula 3 de la FIA
(Clave) (negrita indica pole position) (cursiva indica vuelta rápida puntuable)

| Año  | Escudería             | 1    | 1    | 2    | 2    | 3   | 3   | 4    | 4    | 5    | 5    | 6   | 6   | 7   | 7   | 8   | 8   | 9   | 9   | Pos. | Puntos | Ref.  |
| ---- | --------------------- | ---- | ---- | ---- | ---- | --- | --- | ---- | ---- | ---- | ---- | --- | --- | --- | --- | --- | --- | --- | --- | ---- | ------ | ----- |
| 2020 | Charouz Racing System | SPI1 | SPI1 | SPI2 | SPI2 | BUD | BUD | SIL1 | SIL1 | SIL2 | SIL2 | BAR | BAR | SPA | SPA | MNZ | MNZ | MUG | MUG | 23.º | 1      | [ 2 ] |
| 2020 | Charouz Racing System |      |      |      |      |     |     |      |      |      |      |     |     | 20  | Ret | 10  | 13  | 27  | 23  | 23.º | 1      | [ 2 ] |